# 카를라 시몬
카를라 시몬(Carla Simón, 1986년 12월 22일 ~ )은 스페인의 영화 감독, 영화 각본가이다. 2017년 영화 《프리다의 그해 여름》을 통해 감독 데뷔했다. 이 영화는 베를린 영화제 제너레이션 섹션에서 첫 공개되었으며, 제90회 아카데미상(2018년) 외국어 영화상 스페인 출품작으로 선정되었다. 2022년 영화 《알카라스의 여름》를 통해 베를린 및 3대 영화제 경쟁 부문에 최초로 진출하였으며 나아가 황금곰상을 수상했다.

## 작품 목록
- 연인들 (2009)
- 여인들 (2009)
- 본 포지티브 (2012)
- 립스틱 (2013)
- 프리다의 그해 여름 (2017)
- 알카라스의 여름 (2022)
- 로메리아 (2025)